# Barrie—Springwater—Oro-Medonte (circonscription provinciale)
Circonscription électorale provinciale du Canada
Barrie—Springwater—Oro-Medonte est une circonscription provinciale de l'Ontario représentée à l'Assemblée législative de l'Ontario depuis 2018. 

## Géographie
La circonscription consiste en une partie du comté de Simcoe, le canton de Springwater, une partie du canton d'Oro-Medonte et une partie de la ville de Barrie.
Les circonscriptions limitrophes sont Simcoe—Grey, Barrie—Innisfil et Simcoe-Nord.

## Historique
| Législature                                                                        | Années        | Député | Député      | Parti                     |
| ---------------------------------------------------------------------------------- | ------------- | ------ | ----------- | ------------------------- |
| Barrie—Springwater—Oro-Medonte Circonscription issue de Simcoe—Grey et Simcoe-Nord |               |        |             |                           |
| 42e                                                                                | 2018–2022     |        | Doug Downey | Progressiste-conservateur |
| 43e                                                                                | 2022–2025     |        | Doug Downey | Progressiste-conservateur |
| 44e                                                                                | 2025–en cours |        | Doug Downey | Progressiste-conservateur |

## Circonscription fédérale
Depuis les élections provinciales ontariennes du 4 octobre 2007, l'ensemble des circonscriptions provinciales et des circonscriptions fédérales sont identiques.